# Frans Hals
Frans Hals (Amberes, 1582 o 1583-Haarlem, 26 de agosto de 1666) fue un pintor neerlandés perteneciente a la escuela barroca holandesa. Es uno de los grandes maestros en el arte del retrato. Despierta gran admiración por la brillantez en la representación de la luz y la libertad en el manejo de los pinceles, con una pincelada rápida y suelta precedente del impresionismo.

## Biografía

### Sombras en su biografía
La escasez de documentos y la ausencia total de escritos personales de Frans Hals hacen que su personalidad y su vida permanezcan un poco en la oscuridad. 
Hay varias fechas hipotéticas sobre su nacimiento, que pudo ser hacia 1582-1583, deducidas de la edad que sus biógrafos calculan que tendría cuando murió, aunque con seguridad nació en la ciudad flamenca de Amberes. Era hijo de Franchois Fransz Hals von Mechelen (1542-1610), un comerciante de telas y su segunda esposa Adriaentje van Geertenryck. Como muchos, tras la caída de la ciudad en 1584-85, la familia la abandonó, trasladándose a Haarlem. Ya en 1591 fue bautizado allí su hermano Dirck, que también se dedicaría a la pintura.
Después de la caída de Amberes a manos de las tropas españolas en la Guerra de los Ochenta Años, que supuso la fragmentación de Flandes, su familia se instaló en Haarlem, en la zona norte, de donde su padres eran originarios. En dicha ciudad vivió Hals toda su vida. La biografía del pintor corre en paralelo con la independencia de los Países Bajos de la monarquía española. 
Los estudios más recientes han desterrado la idea que sobre el pintor se tenía desde antiguo sobre una vida libertina y un incorregible vicio por el alcohol, basándose en adornadas anécdotas sin evidencia que las documente de sus primeros biógrafos. Hals y su hermano pertenecían a la asociación literaria De Wijngaertranken (“Los bebedores de vino”) y a la milicia cívica de San Jorge, y era también miembro de la cámara de rectores y presidente desde 1644 del gremio de pintores de Haarlem. La rectitud y puritanismo de estas sociedades no encaja con que Hals tuviera malas costumbres y vicios conocidos.

### Comienzos

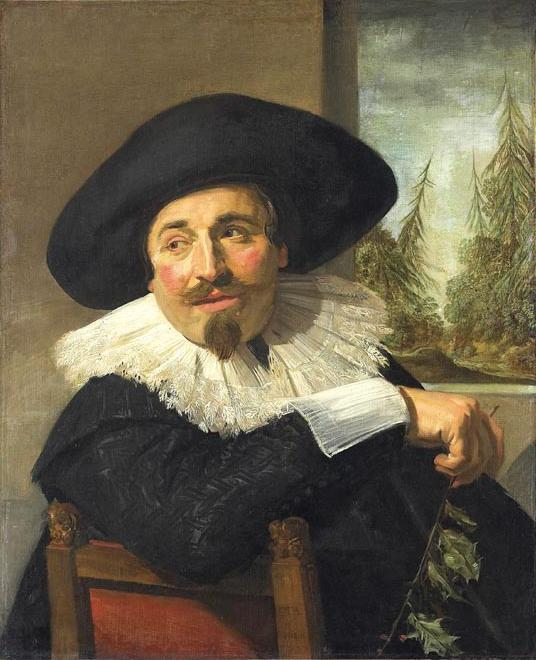
Retrato de Isaac Abrahamsz, (1626), óleo sobre lienzo,, Galería de Arte de Ontario, (Toronto).

Entró el joven artista en el taller del pintor flamenco Karel van Mander (1548–1606), que también recaló allí huyendo del empuje español en la zona. La academia de este maestro dedicaba su estudio a una técnica manierista. Pero a finales del siglo XVI, debido a la influencia de la pintura italiana, surge un arte de cierta inspiración clasicista que se dejará traslucir en las obras del primer Hals. Por ello, no se nota la influencia de Van Mander en este período. 
Su emancipación laboral se produce cuando alcanzó cierta madurez artística. Coincide con su ingreso en la Sint-Lucasgilde, la guilda de San Lucas en 1610, célebre gremio de artistas de Haarlem con sucursales en Amberes, Utrecht, Delft y Leiden. La obra más antigua de Frans Hals, cuya autoría se conoce con seguridad, es el retrato de Jacobus Zaffius (1611; Museo Frans Hals de Haarlem). 
Es en 1610 también cuando contrae matrimonio con Anneke Hermansz, también creyéndose antiguamente que esta unión no fue feliz pues algunos historiadores habían documentado que Hals tuvo que comparecer ante los tribunales por malos tratos a su primera mujer. Como ha señalado el biógrafo Seymour Slive, se debió a confundirlo con otro residente de la ciudad de nombre similar. De hecho, para cuando los cargos fueron presentados, el Frans Hals pintor ni siquiera tenía esposa, pues Anneke había fallecido en mayo de 1615 poco después del nacimiento de su tercer hijo. En 1617, tras un viaje fugaz a Amberes (quizá para ponerse en contacto con Rubens), se casó con Lysbeth Reyniers, la joven hija de un pescadero que había contratado para cuidar de sus niños, porque ella ya estaba embarazada de ocho meses. Hals fue un padre devoto y tuvieron ocho hijos.

### Consolidación: Entre el éxito y las deudas
La tradición retratística holandesa alcanza su cumbre con Frans Hals, consiguiendo sacarla del mutismo y retratando sus figuras en movimiento. Su gran aportación vino en 1616, con el retrato colectivo, Banquete de oficiales de la milicia cívica de San Jorge. Este encargo prueba que el pintor ya había alcanzado cierta reputación como artista. Desde este cuadro, los encargos se hicieron muy habituales tanto de particulares como de instituciones.
Aunque la obra de Hals fue muy demandada durante su vida, tuvo graves dificultades financieras, no se sabe si por una vida derrochadora o por tener que mantener una gran familia tras un segundo matrimonio con una mujer humilde. Además de pintar, trabajó como marchante, restaurador de arte y maestro de pintura. 
A partir de 1640, un nuevo giro en la moda del retrato se observa en los países nórdicos. Empiezan a preferirse retratos con mayor aire de distinción y de nobleza, como los de Antonio Moro o Anthony van Dyck, donde se representan caros ropajes con vivo colorido y pincelada muy detallista. Esto repercutió sensiblemente en los pedidos del retratista neerlandés, que pintaba de manera muy abocetada y con un colorido restringido. A pesar de esto, en los ambientes artísticos oficiales, se sucedían los reconocimientos, como en 1644, en que fue elegido presidente del gremio de San Lucas de Haarlem. 
Ante esta falta de trabajo, Hals intenta abrir nuevos caminos y funda un taller hacia 1650. Pero la empresa no debió ser afortunada porque en 1652 su economía toca fondo. Sus acreedores lo demandaron en varias ocasiones, y en ese año pagó su deuda con un banquero vendiendo sus pertenencias. El embargo de su patrimonio solo pudo requisar tres colchones, almohadas, un aparador, una mesa y cinco cuadros. La ciudad en reconocimiento le ayudó en sus gastos, proporcionándole vivienda gratuita y aprovisionamiento de combustible.
Esta situación le hizo dimitir del cargo directivo del gremio y en 1661, se le exime, debido a su avanzada edad, del pago de la cuota correspondiente. El municipio de Haarlem también le concedió una anualidad de 200 florines en 1664.
Frans Hals murió en Haarlem en 1666 y está enterrado en la Catedral de San Bavón de la localidad. Su viuda murió unos años después en un hospital de caridad de la beneficencia local.

## Características de su técnica pictórica

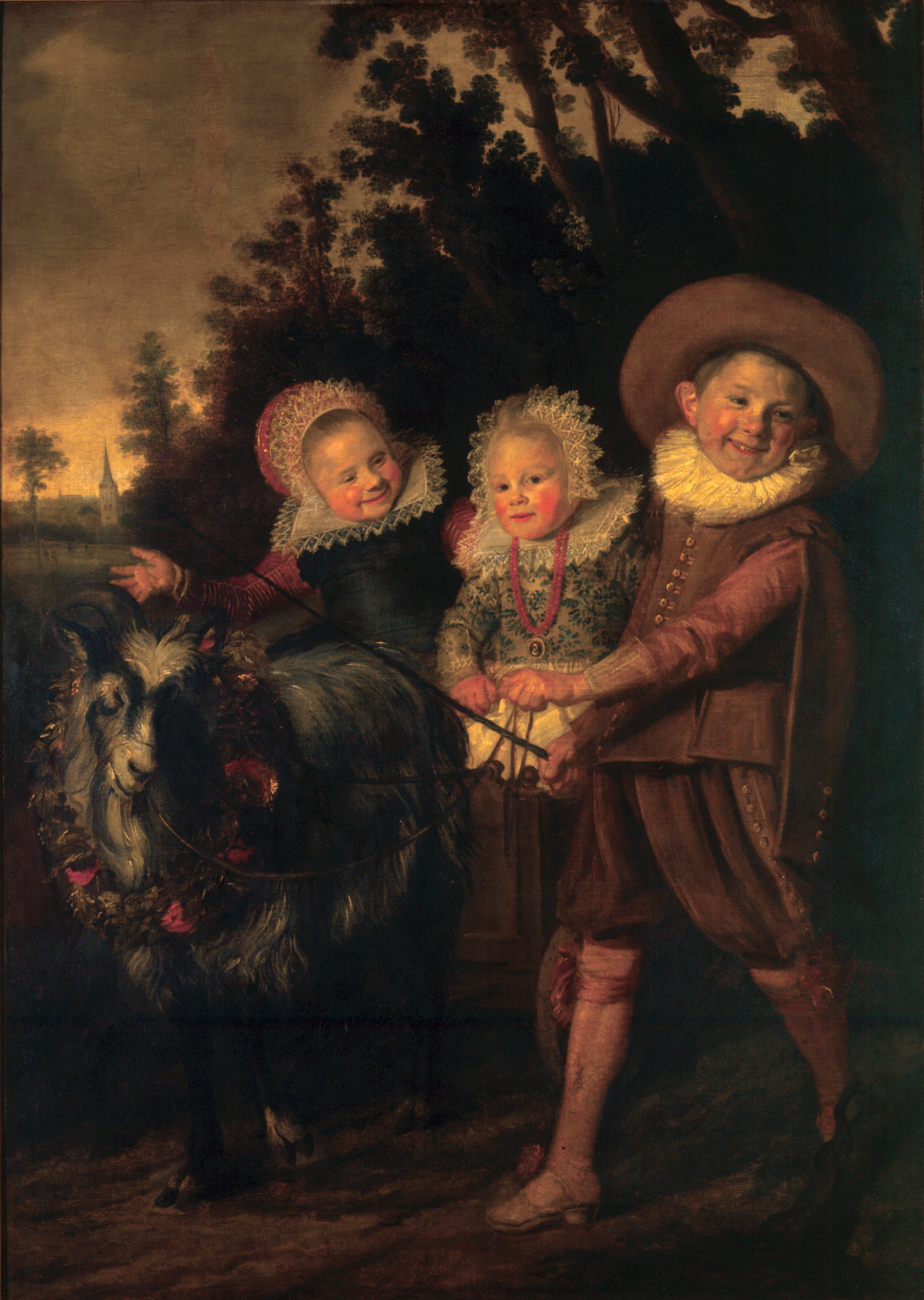
Tres niños tirando de un carro, c. 1620, óleo sobre lienzo,, Museos Reales de Bellas Artes (Bruselas).

### Levedad del dibujo preparatorio
Se ha creído con ligereza que Hals no tenía una técnica muy depurada y que pintaba apenas sin correcciones o dibujos preparatorios. Pero estudios científicos y técnicos han demostrado que esto no es así. Es cierto que los trabajos menos conocidos fueron apuntados sin correcciones ('alla prima'), pero la mayoría de sus obras fueron creadas a partir de varias capas, como era costumbre en esa época.
A veces el esbozo era hecho con tiza o pintaba sobre una capa base gris o rosa, para luego completar el cuadro por fases. Parece como si el maestro normalmente usara los esbozos muy tenuemente. Esto demuestra que Hals utilizaba su virtuosismo desde el inicio del cuadro. La ausencia de líneas delimitadoras o de dibujo preparatorio fue cada vez más usada por el pintor en sus obras de madurez.

### Psicología del retrato
Frans Hals manifestó durante su vida una tremenda audacia y un gran coraje que empaparon sus propios lienzos. Tenía la capacidad de plasmar la psicología del personaje. A diferencia de otros retratistas contemporáneos, no diferenciaba en su pintura si era por encargo o no. Utilizaba la misma diligencia y precisión en cualquiera de sus obras. 
"Una inusual manera de pintar que superaba a la de casi cualquiera" escribió su primer biógrafo, Theodorus Schrevelius, en el siglo XVII, sobre su técnica pictórica. En realidad, esta técnica no fue creación original de Hals, ya existía en la pintura italiana barroca, aunque probablemente Hals la tomó de sus contemporáneos flamencos: Rubens y Van Dyck.
A comienzos del siglo XVII, ya sorprendía la vitalidad de los retratos de Frans Hals. Schrevelius apuntaba que su obra reflejaba "tal potencia y vida" que el pintor "parecía alcanzar el natural con sus pinceles". Siglos después, Vincent van Gogh escribía a su hermano Theo: "Qué alegría es ver a Frans Hals, qué diferente son sus pinturas -muchas de ellas- donde todo está cuidadosamente alisado del mismo modo".

### Colorido preimpresionista
Hals eligió no darle un acabado definido a sus pinturas, como hacían casi todos sus contemporáneos, pues imitaba la vitalidad de sus retratados usando manchas, líneas, gotas, grandes parches de color, que conformaban los detalles.
No fue hasta el siglo XIX que esta técnica tuvo seguidores, particularmente en el Impresionismo. Se puede considerar al pintor holandés como un precursor, usando la técnica impresionista en los cuadros de las milicias o los retratos de los regentes del asilo de Haarlem.

## Temática

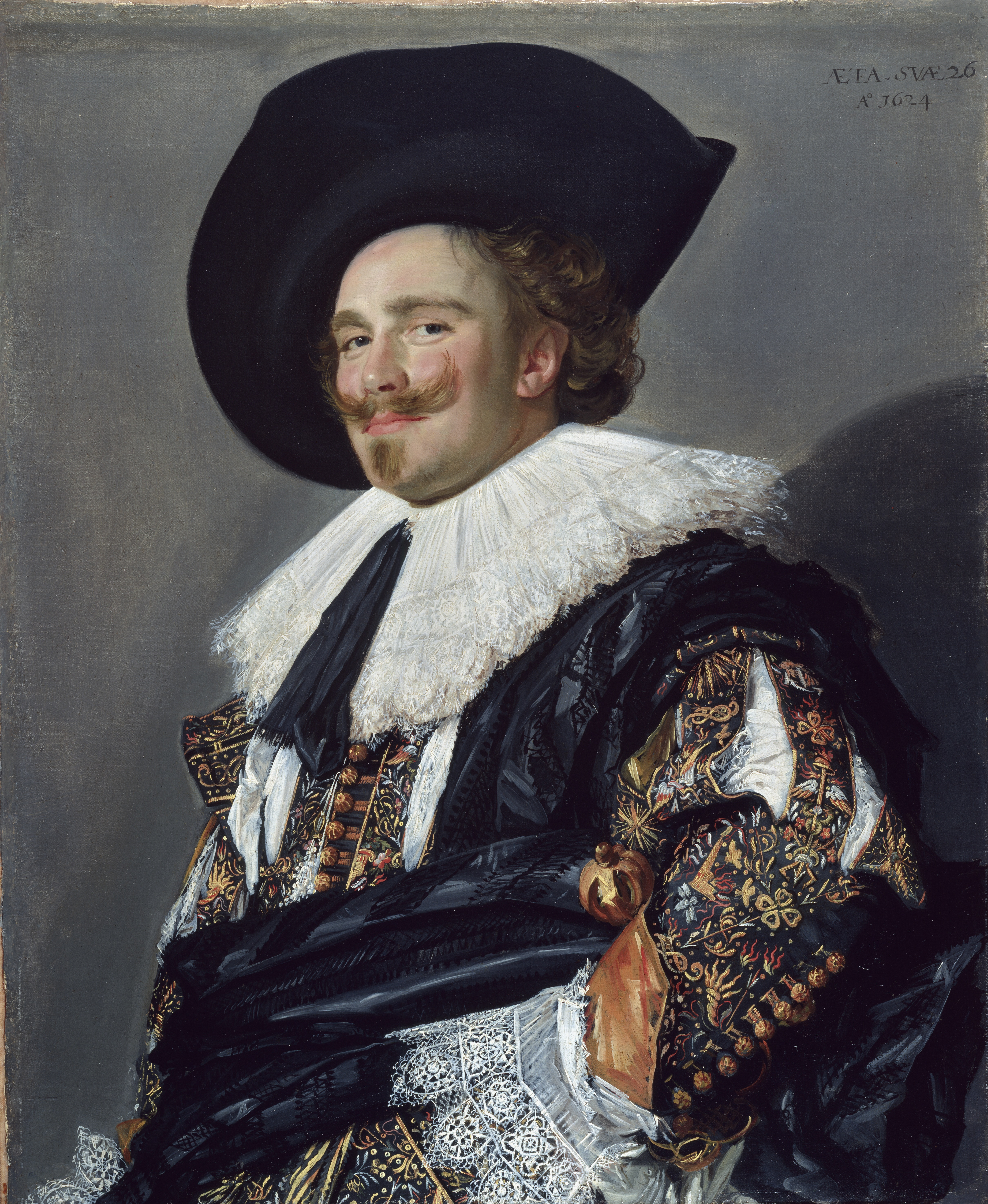
Caballero sonriente, 1624, óleo sobre lienzo, 83 x 67 cm, Colección Wallace, Londres.

Del conjunto de su obra por su número destacan los retratos, en los que demuestra una sorprendente habilidad en la captación de gestos y detalles:
- Retratos por encargo: Podríamos dividirlos en dos clases:
  - Retratos individuales: Son imágenes eminentemente burguesas dedicadas a la decoración de las casas, generalmente a través de encargos dobles: retratos masculinos y femeninos que presidirían las estancias nobles de los hogares de Haarlem. Aparecen llenas de vida y en una actitud increíblemente natural y conseguida, poco común para lo habitual de esta pintura por encargo. Utiliza para caracterizar la propia psicología de los retratados generalmente, en actitud seria y solemne. (Retrato de hombre con guante).
  - Retratos colectivos: A encargo de sociedades o agrupaciones burguesas, Hals concede a todas las figuras un mismo trato preeminente, evitando personajes secundarios o subordinados. Se reflejan en estos cuadros de grupo el realismo psicológico y son ricos en cromatismo y efectos de luz dirigida a rostros y manos. Incluso en ocasiones sus honorarios le fueron pagados en vez por el lienzo en conjunto por persona pintada.
- Retratos de tipos populares: Pintado con naturalidad y en actitud cotidiana. Son los desposeídos de su ciudad, a diferencia de los burgueses de alto poder adquisitivo de los encargos. Es pintura de género muy al gusto del Barroco, donde el estudio de la instantaneidad sobre las clases pobres suponen un estudio casi sociológico de esta parte de la sociedad excluida de las páginas de la Historia. Centra Hals en estos casos la atención más que en el físico del individuo en la personalidad integradora del momento captado.

## Obra
Según la temática referida en el punto anterior, de la obra de Hals podemos destacar los siguientes cuadros:
- Retrato de boda de Isaac Massa y Beatrix van der Laen o Pareja de esposos; también Retrato de una pareja (h. 1622; Rijksmuseum de Ámsterdam): La singularidad de este cuadro estriba en que fue el único con el tema de los esposos en un paisaje, muy habitual en la pintura flamenca como es el caso de Rubens o Rembrandt. Tanto el tema como el entorno hizo difícil su atribución a Hals, que hoy es unánime. Algunos estudiosos identifican las figuras con un autorretrato del pintor con su segunda esposa Lysbeth, pero no se puede asegurar con fidelidad. Podría ser también una pintura de encargo por un matrimonio de la ciudad o modelos desconocidos, que era técnica común en la pintura académica, como cuadro de género. Hoy se identifican con Isaac Massa y Beatrix van der Laen.

- La milicia cívica de San Jorge y San Adrián (1627; Museo Frans Hals de Haarlem): Estos dos lienzos son de los más destacable de los ocho retratos colectivos que atesora el museo Frans Hals de Haarlem. Representan escenas de banquetes de dos de las milicias cívicas de la ciudad, con las que el pintor estaba muy relacionado. Muestran el poderío y bonanza económica que vivía la ciudad. Estos aspectos son simbolizados, además de por el carácter afable de sus miembros, por el hecho de que se encuentren inmortalizados durante un banquete. El retrato de grupo es la gran aportación del genio holandés y no tenía precedentes en la retratística de la época. La luz de los lienzos destaca los rostros y las manos con la intención de hacer más notorio los gestos de sus figuras. El juego de luces, tomada del exterior, sirve para contrastar la sobriedad de los ropaje de estas asociaciones cívicas de carácter puramente calvinistas. Destaca también la posición de las figuras, de forma manierista y que van más allá de las meras personas sentadas en torno a una mesa. El segundo de ellos también es conocido con el nombre de El banquete de los oficiales del cuerpo de arqueros de San Adrián.

- Las rectoras y los rectores del asilo de ancianos (1664; Museo Frans Hals de Haarlem): Son dos de las últimas grandes obras del pintor, pintadas por Hals, siendo ya octogenario. Es fácil de adivinar la impronta de decadencia, vejez y muerte en los lienzos, que puede reflejar su propia decadencia o incluso el desengaño del autor con la sociedad que permitió su propia penuria económica. A diferencia de otros cuadros colectivos, Hals usa colores primarios, básicamente negros y blancos, meramente extendidos por el lienzo sin pinceladas de precisión. Usa más que nunca el claroscuro al estilo de Caravaggio. Son curiosas las posiciones y la actitud tanto de los rectores como de las rectoras, adoptando formaciones desordenadas y mostrando falta de entendimiento con las miradas dirigidas a objetos dispares.

- La cíngara o La gitanilla (1628-1630; Museo del Louvre de París): Es el más conocido de sus retratos de tipos populares, uno de los mejores conservados y sin embargo uno de los más desconocidos. La identificación de una cíngara es casi eufemística, porque podría ser una prostituta, por la intención de que Hals la dotó con el uso de la luz rasante en el escote. La técnica en la pincelada es muy suelta, pero bien empastada como era habitual en el pintor holandés. Esto sirve perfectamente para la representación de gesto, un tanto agridulce de la muchacha. Prescinde Hals, como en la mayoría de sus retratos individuales de fondo paisajístico y la luz se centra en el rostro y busto de manera intencionada.

Otras obras
- Retrato de un hombre sosteniendo un cráneo, h. 1611, Barber Institute of Art, Birmingham.
- Banquete de los arcabuceros de San Jorge de Haarlem, 1616, Museo Frans Hals, Haarlem.
- Retrato de Willem van Heythuysen, 1625-1630, Alte Pinakothek, Múnich.
- Retrato de Isaac Massa, 1626, Art Gallery, Toronto.
- Joven sosteniendo una calavera, (popularmente llamado "Hamlet") h. 1626, National Gallery, Londres.
- Retrato de Verdonck, 1627, National Gallery, Edimburgo.
- El alegre bebedor, 1627-1628, Rijksmuseum, Ámsterdam.
- Retrato de Cornelia C. Vooght, 1631, Museo Frans Hals, Haarlem.
- Compañía del capitán Reynier Reael o La compañía cívica, 1633-1637, Rijksmuseum, Ámsterdam.
- Los regentes del hospicio de Santa Isabel en Haarlem, 1641, Museo Frans Hals, Haarlem.
- Retrato de mujer, 1648-1650, Museo del Louvre, París.
- Retrato de hombre, 1660-1666, Staatliche Kunstsammlungen, Kassel.
- Retrato de familia con sirviente negro, Museo Thyssen-Bornemisza, Madrid.

## Influencia

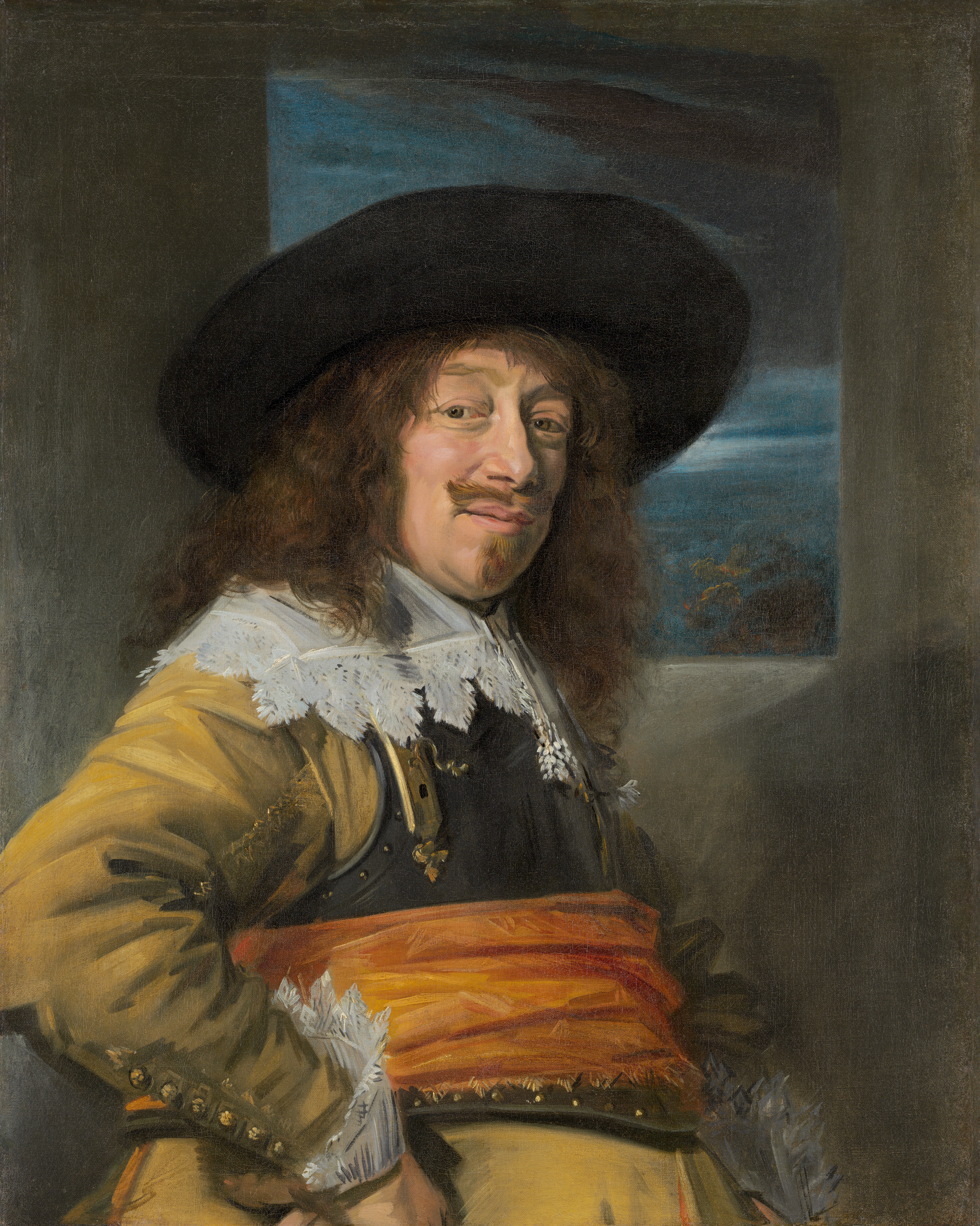
Hombre con coraza, c. 1639, óleo sobre lienzo, 86 x 69 cm, Galería Nacional de Arte, Washington.

- Frans influyó en su hermano Dirck Hals (1591-1656), que también se dedicó a la pintura. Dirck de otra forma y con mucha más libertad que su hermano pintó fiestas populares y bailes, sin embargo la falta de límites no se vio correspondida con la calidad pictórica del pintor.

- Cinco de sus hijos siguieron su pasos en la pintura: 
  - Harmen Hals (1611–1669)
  - Frans Hals II (1618–1669)
  - Johannes Hals (circa 1620–1654)
  - Reynier Hals (1627–1672)
  - Nicolaes Hals (1628–1686)

Casi todos se centraron en la pintura de género y del segundo, al que en el pasado se han atribuido bodegones de calidad y retratos correspondientes al padre, nada se conoce.
- Entre los pintores contemporáneos que tomaron inspiración del maestro holandés se encuentran:
  - Jan Miense Molenaer (1609–1668)
  - Judith Leyster (esposa de Molenaer) (1609–1660)
  - Adriaen van Ostade (1610–1685)
  - Adriaen Brouwer (1605–1638)
  - Johannes Cornelisz. Verspronck (1606–1662)
  - Bartholomeus van der Helst (1613–1670)

Algunos de los citados fueron discípulos del taller de Hals. En su estudio De Groote Schouburgh (1718-21), Arnold Houbraken menciona a Adriaen Brouwer, Adriaen van Ostade y Dirck van Delen como discípulos. Otros posibles aprendices del taller, además de sus propios hijos, fueron Vincent Laurensz. van der Vinne y Pieter Gerritsz. van Roestraten, casado con Adriaentje Hals. Johannes Cornelisz. Verspronck, retratista de Haarlem y contemporáneo de Hals, posiblemente también estudió con el maestro en algún momento.
- Dos siglos después de su muerte la obra de Hals se revalorizó e influyó en maestros como Claude Monet, Édouard Manet, Charles-François Daubigny, Max Liebermann, James Whistler y Gustave Courbet, así como en los holandeses Jacobus van Looy y Isaac Israëls. Tanto el Realismo como el Impresionismo del siglo XIX se vieron influidos en la temática o técnica de Frans Hals. Muchos de estos pintores visitaron el Museo Frans Hals en Haarlem, que guarda la mayor colección de cuadros de este pintor.

## Galería

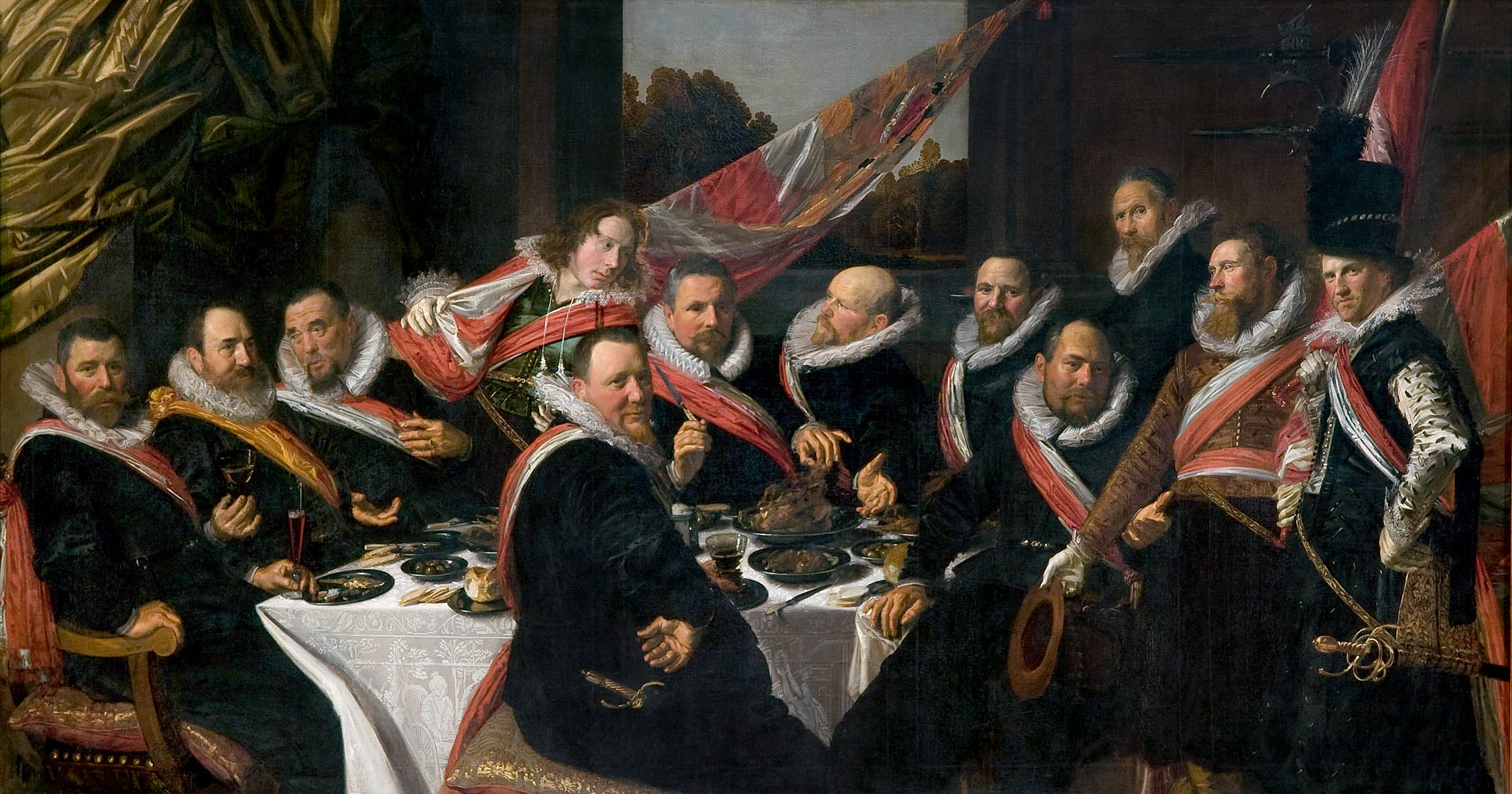
La milicia cívica de San Jorge de Haarlem (1616) - Óleo sobre lienzo, 179 x 257,5 cm, Museo Frans Hals, Haarlem.
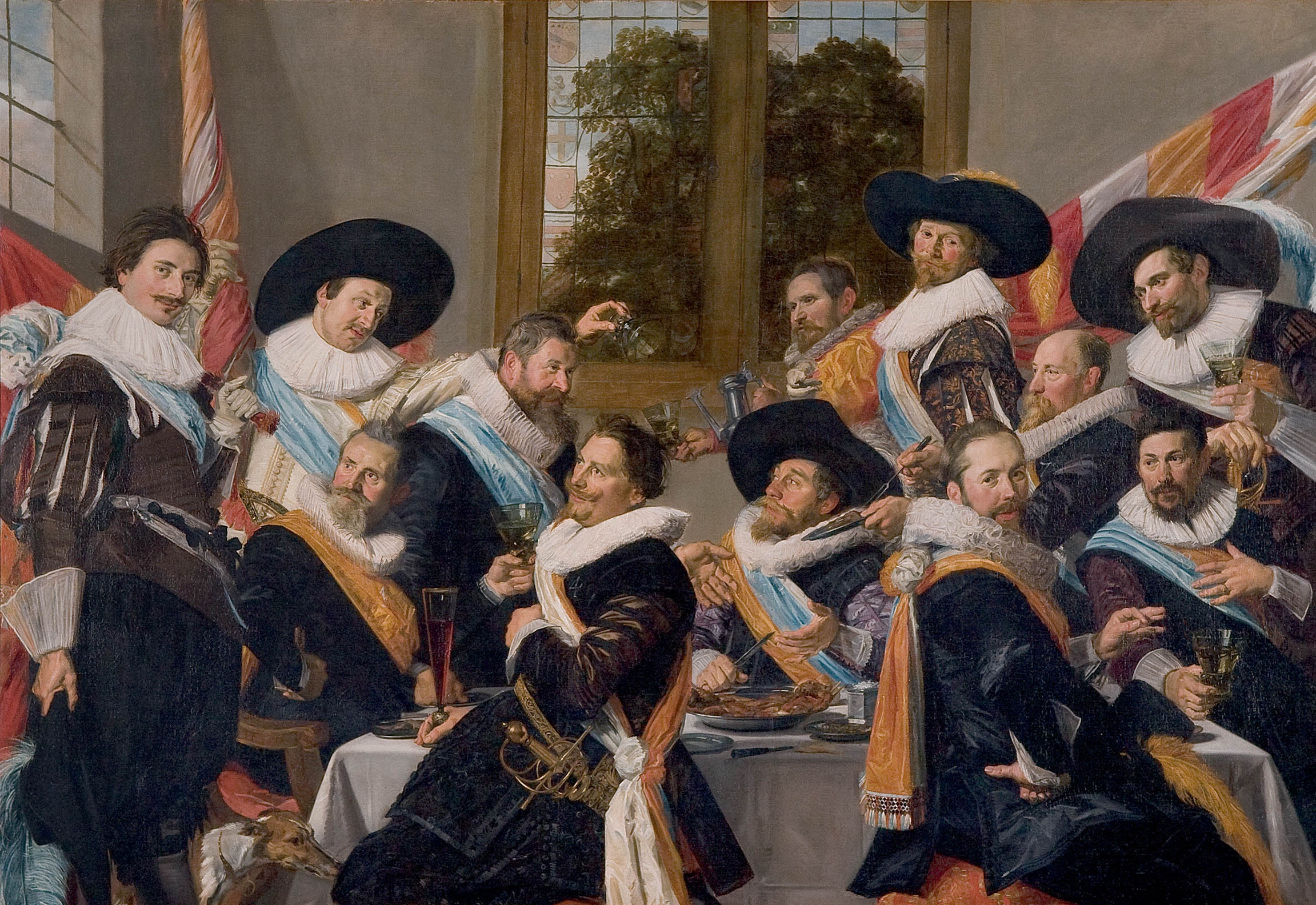
La milicia cívica de San Adrián de Haarlem - Óleo sobre lienzo, 183 x 266,5 cm, Museo Frans Hals, Haarlem.
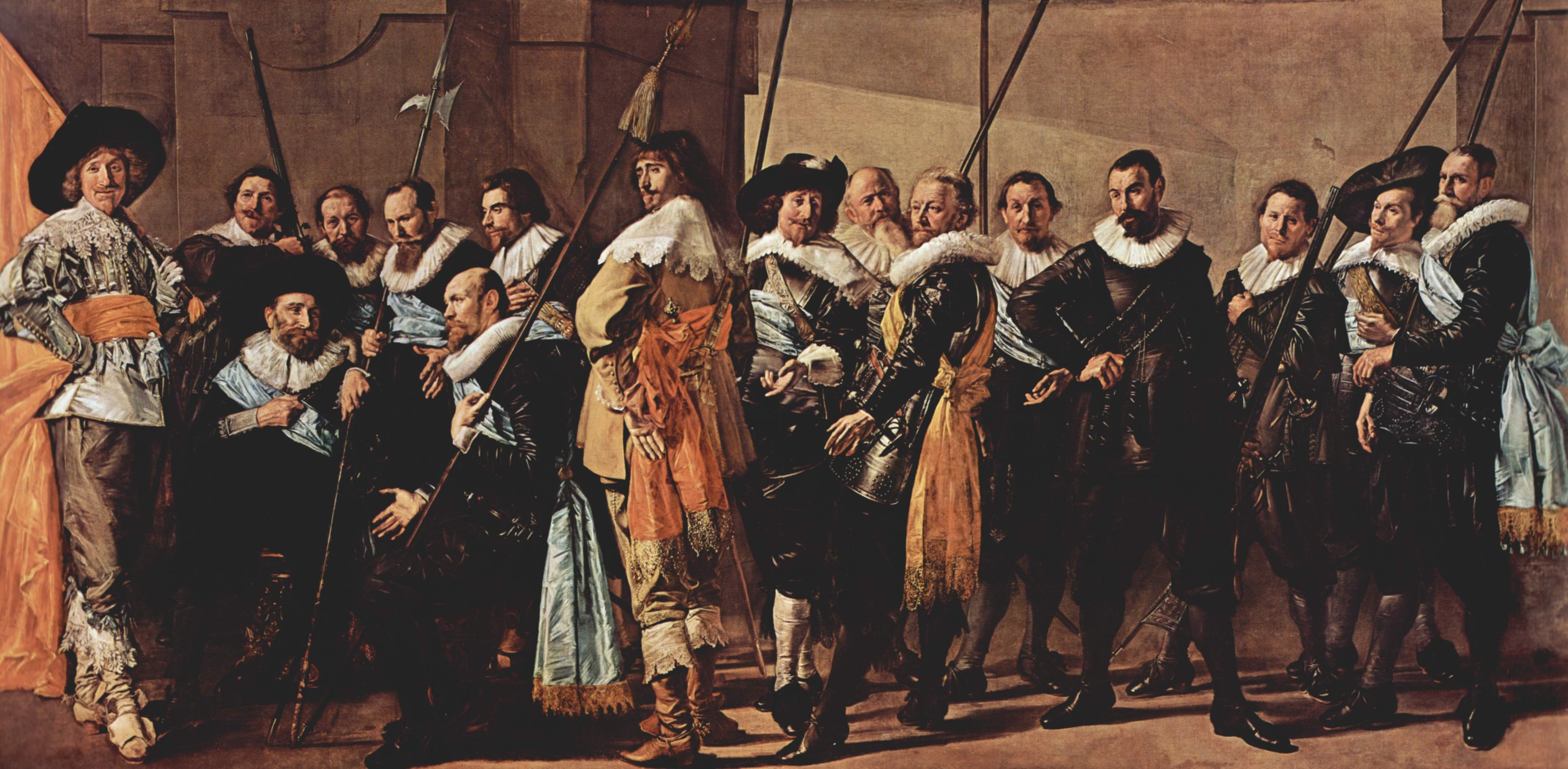
La flaca compañía o Compañía del capitán Reynier Reael - Óleo sobre lienzo, 209 x 429 cm, Rijksmuseum, Ámsterdam.
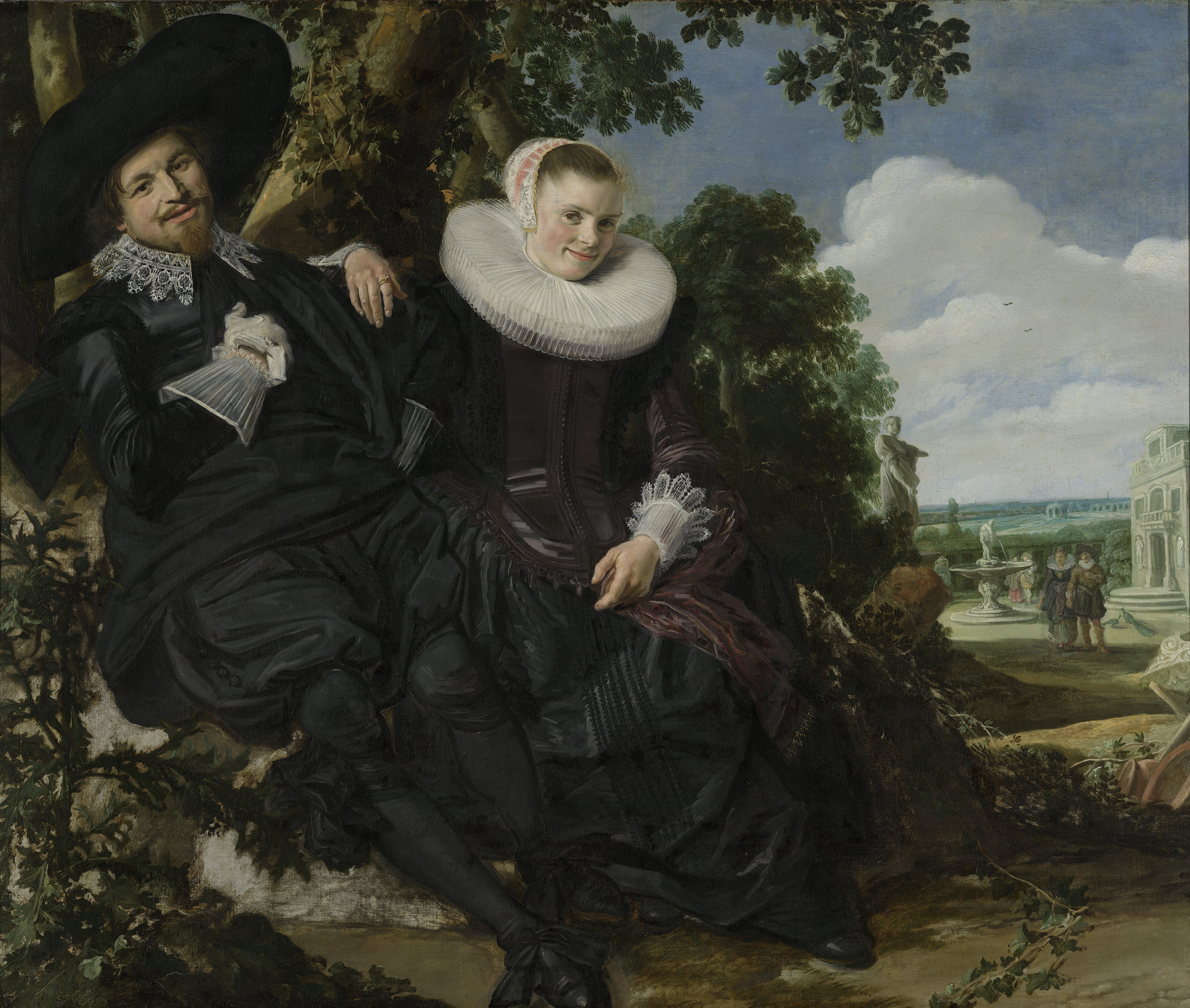
Pareja de esposos - Óleo sobre lienzo, 140 x 166,5 cm, Rijksmuseum, Ámsterdam.
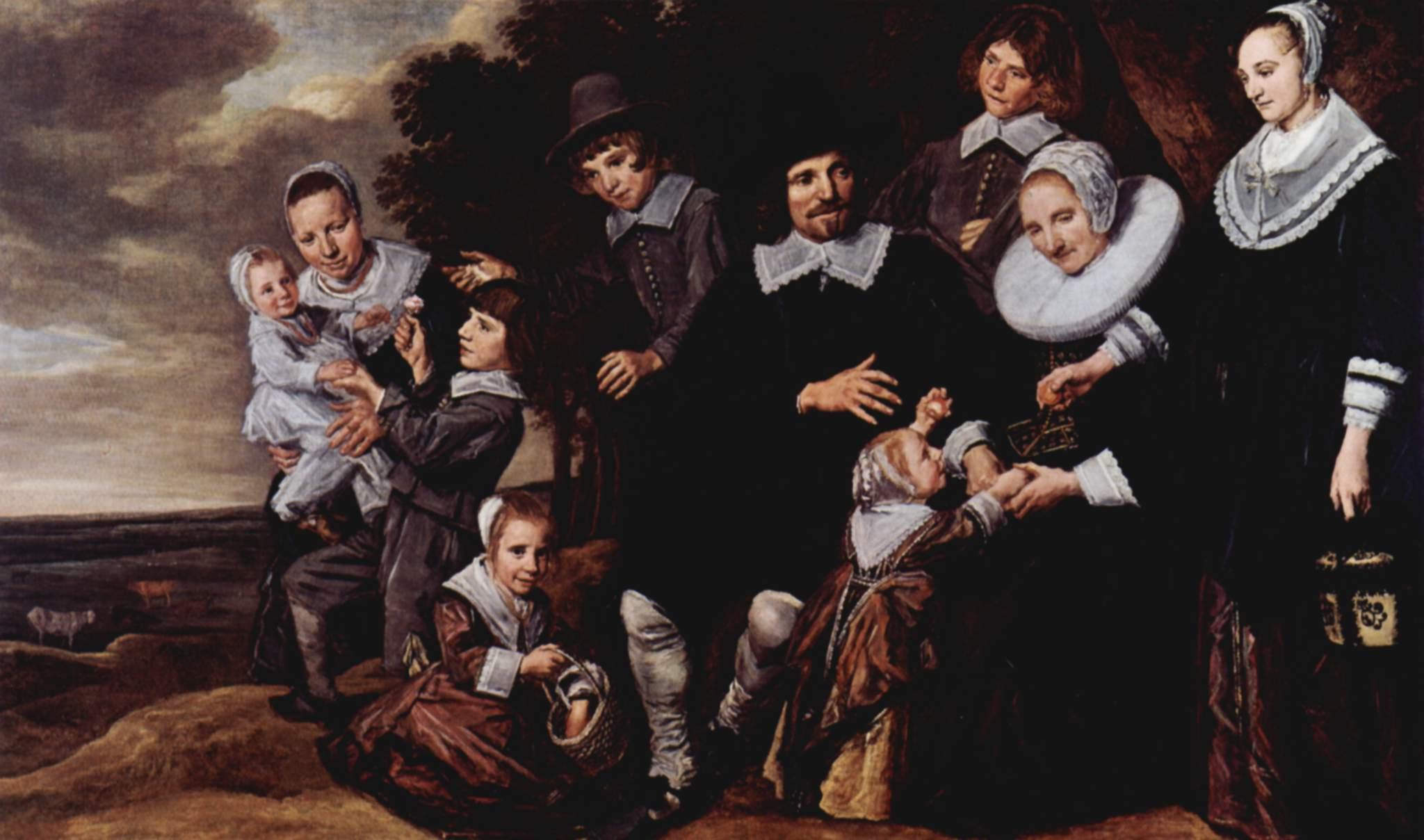
Grupo familiar con diez figuras - Óleo sobre lienzo, 148,5 x 251 cm, National Gallery, Londres.
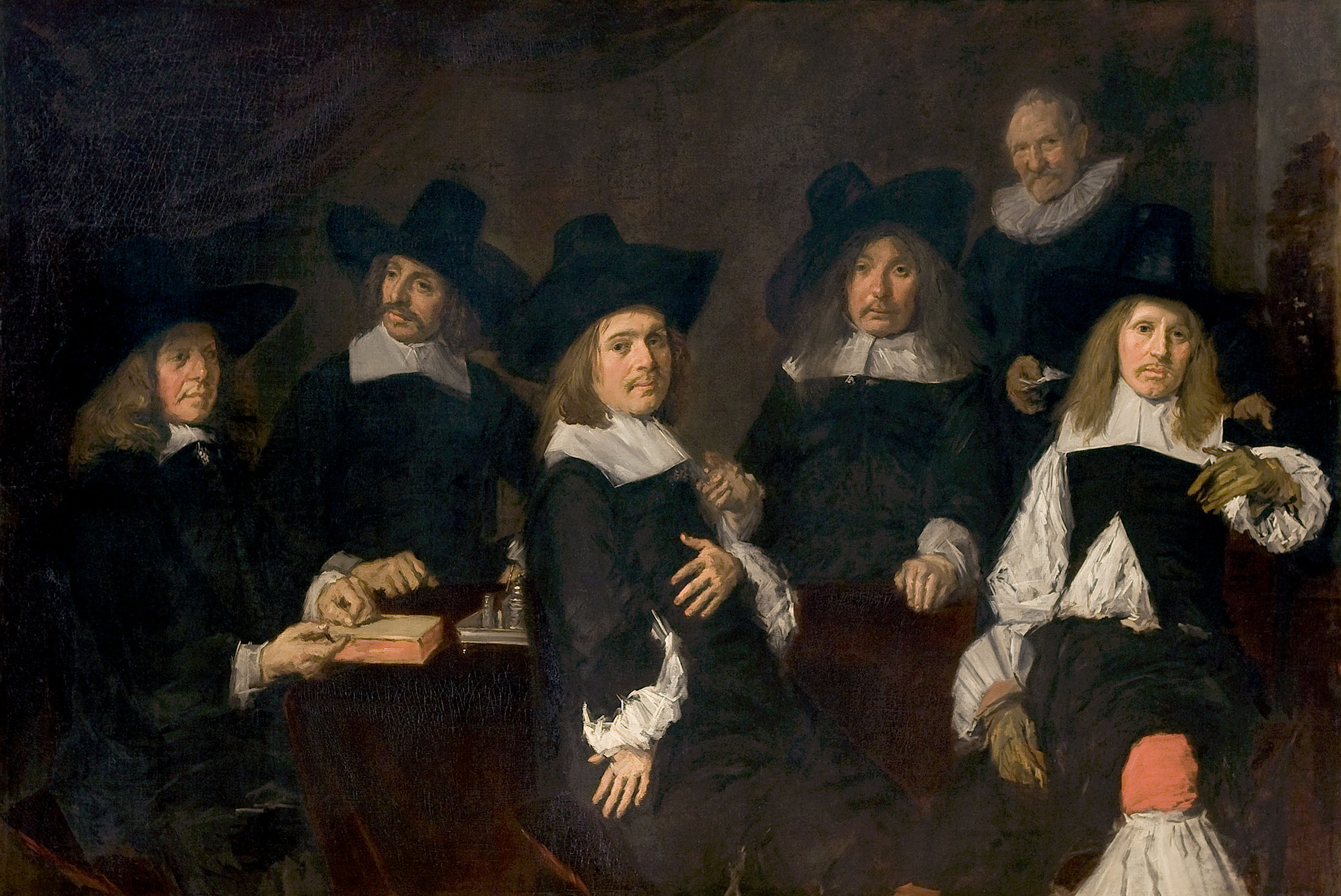
Rectores del asilo de ancianos de Haarlem - Óleo sobre lienzo, 172,5 x 256 cm, Museo Frans Hals, Haarlem.
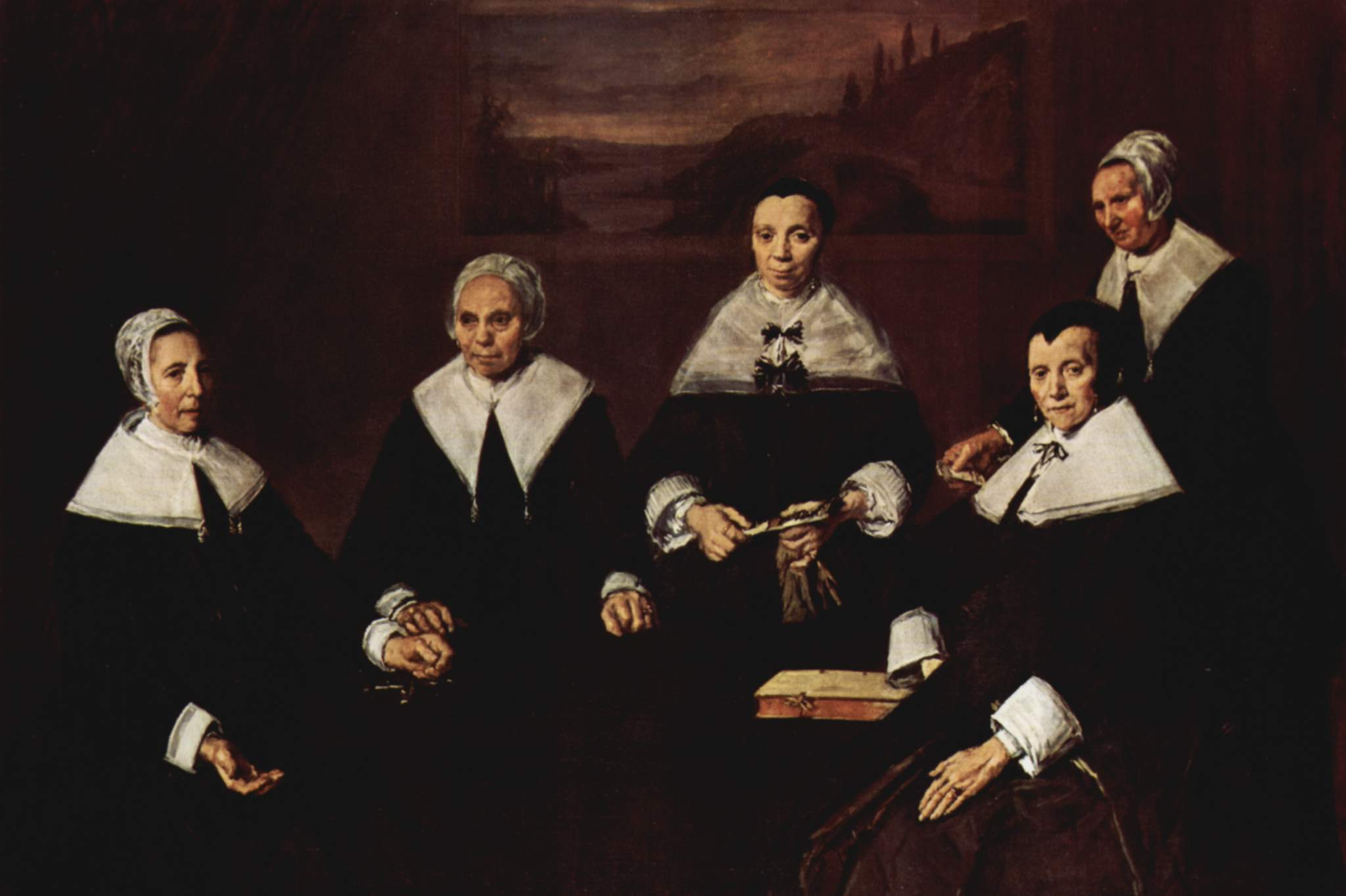
Rectoras de asilo de ancianas de Haarlem - Óleo sobre lienzo, 170,5 x 249,5 cm, Museo Frans Hals, Haarlem.
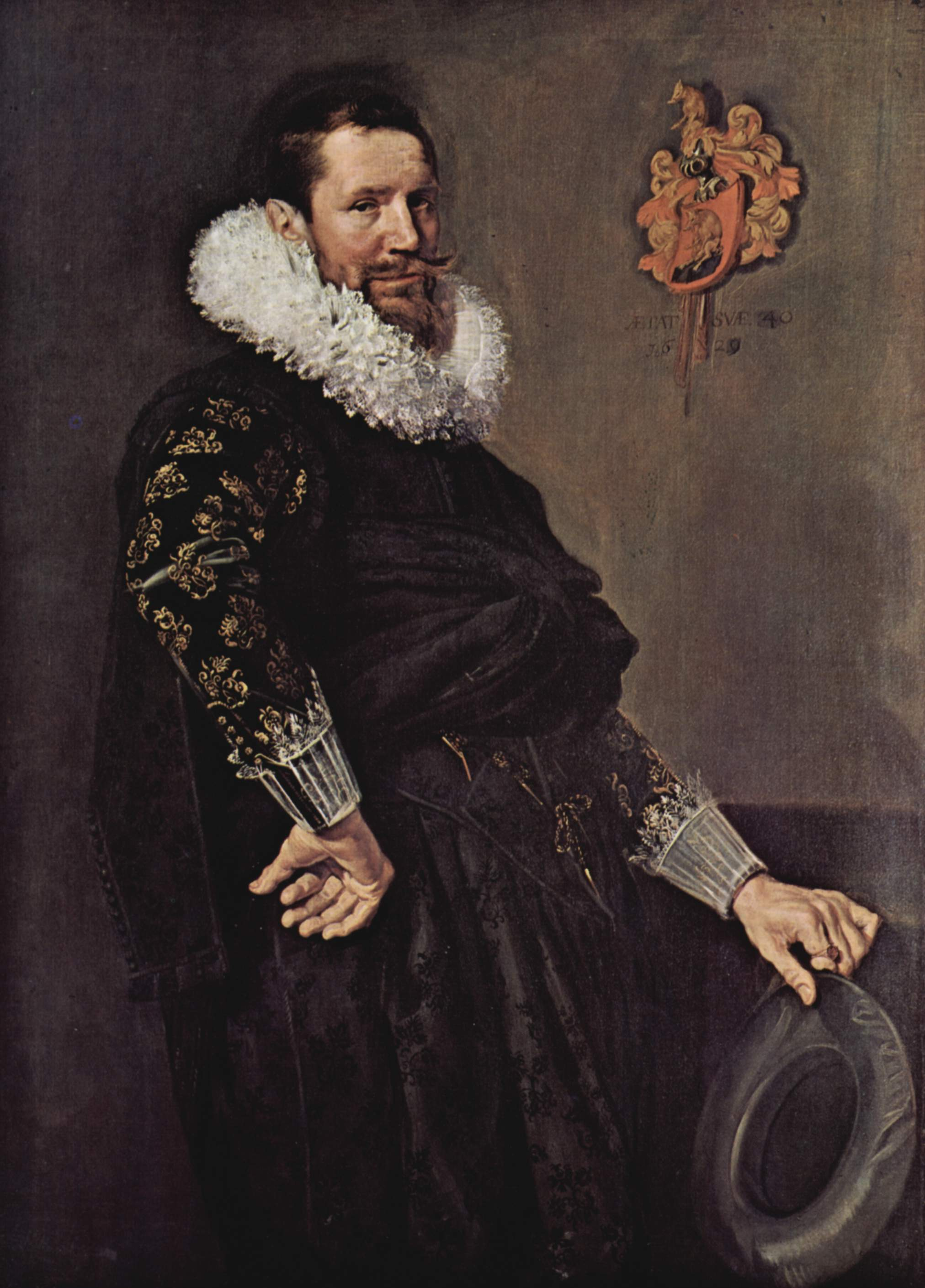
Paulus van Beresteyn - Óleo sobre lienzo, 137,5 x 104 cm, Museo del Louvre, París.
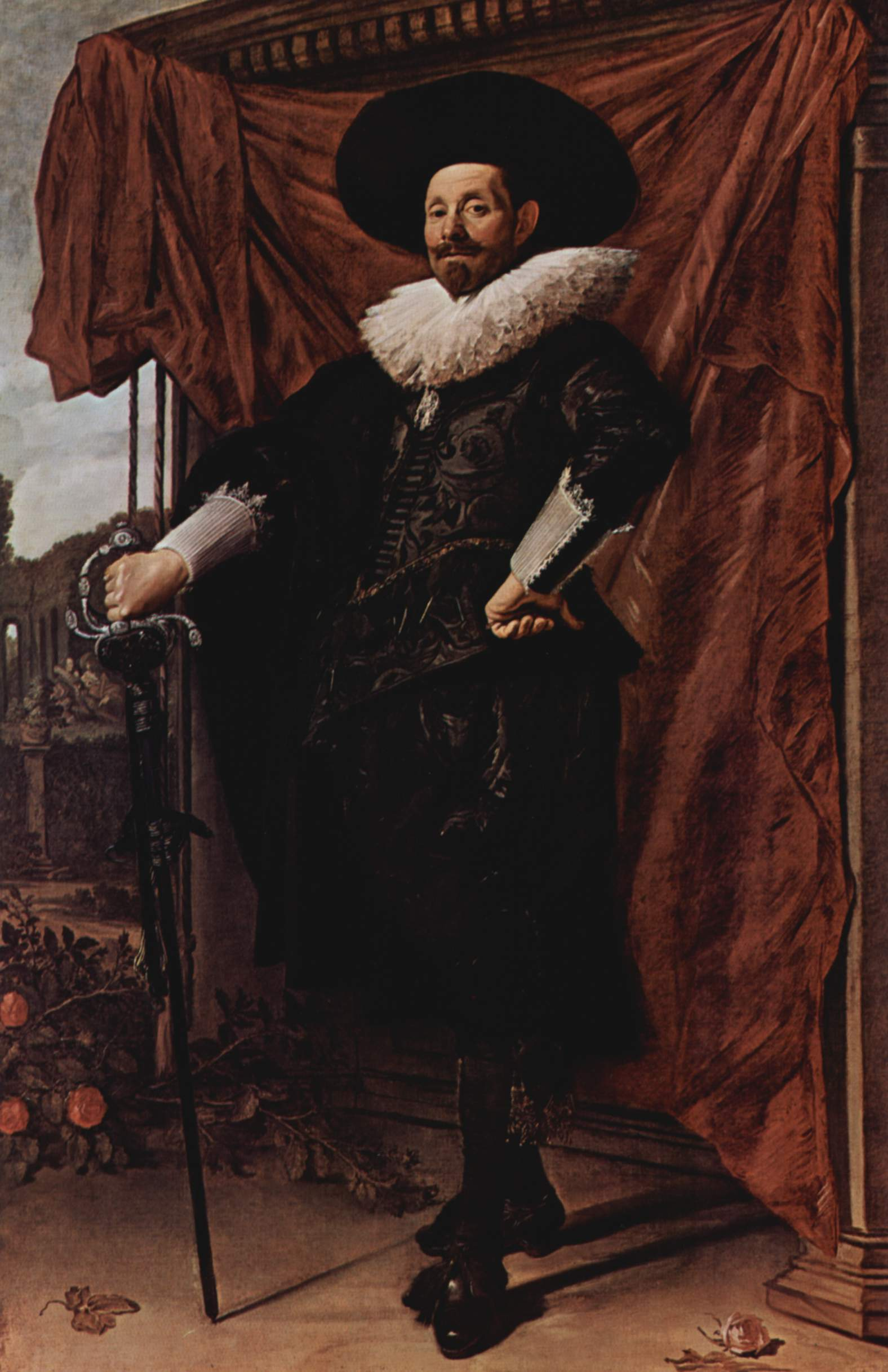
Retrato de Willem van Heythuysen - Óleo sobre lienzo, 204,5 x 134,5 cm, Alte Pinakothek, Múnich.
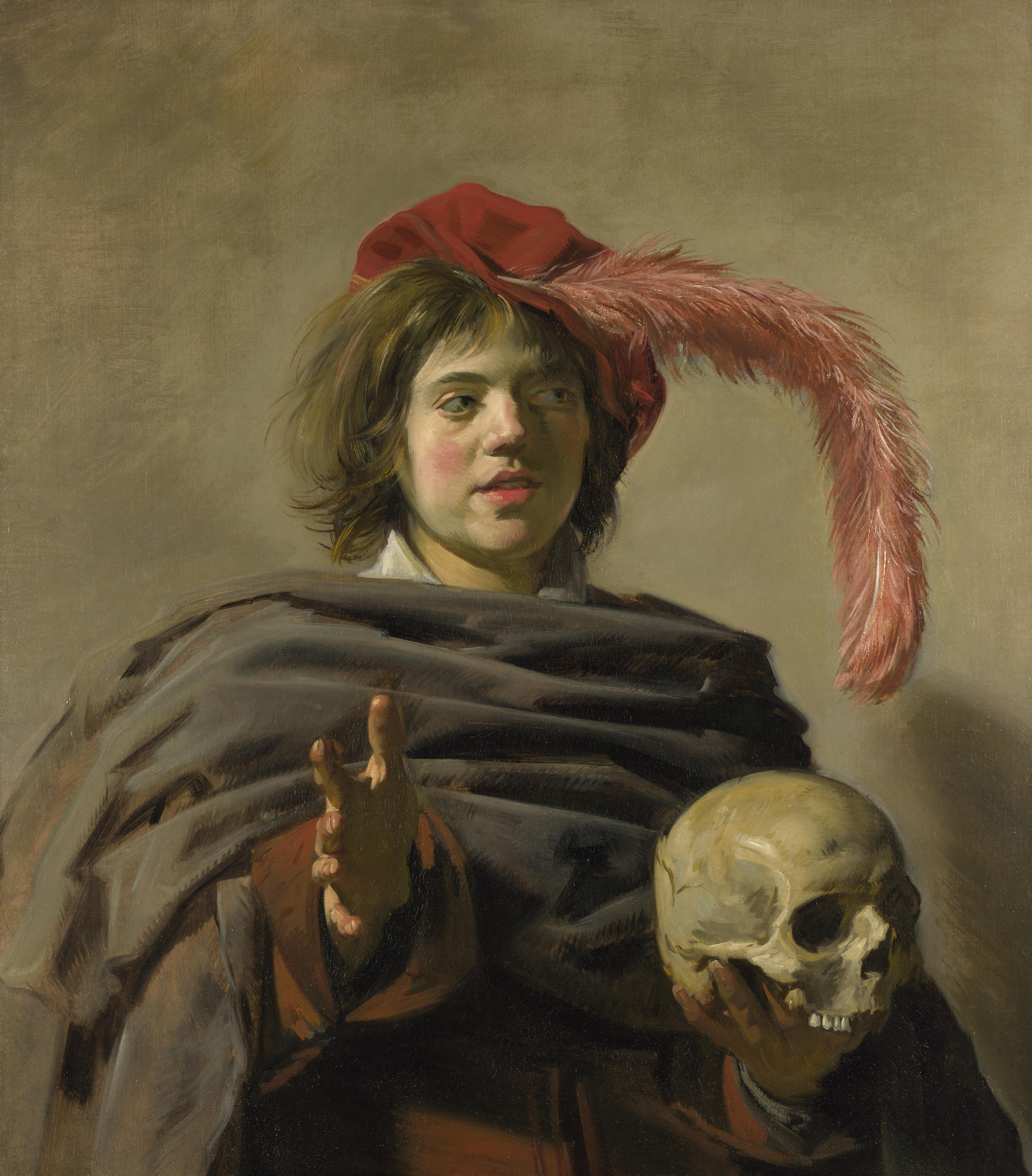
Joven sosteniendo una calavera - Óleo sobre lienzo, 92 x 81 cm, National Gallery, Londres.
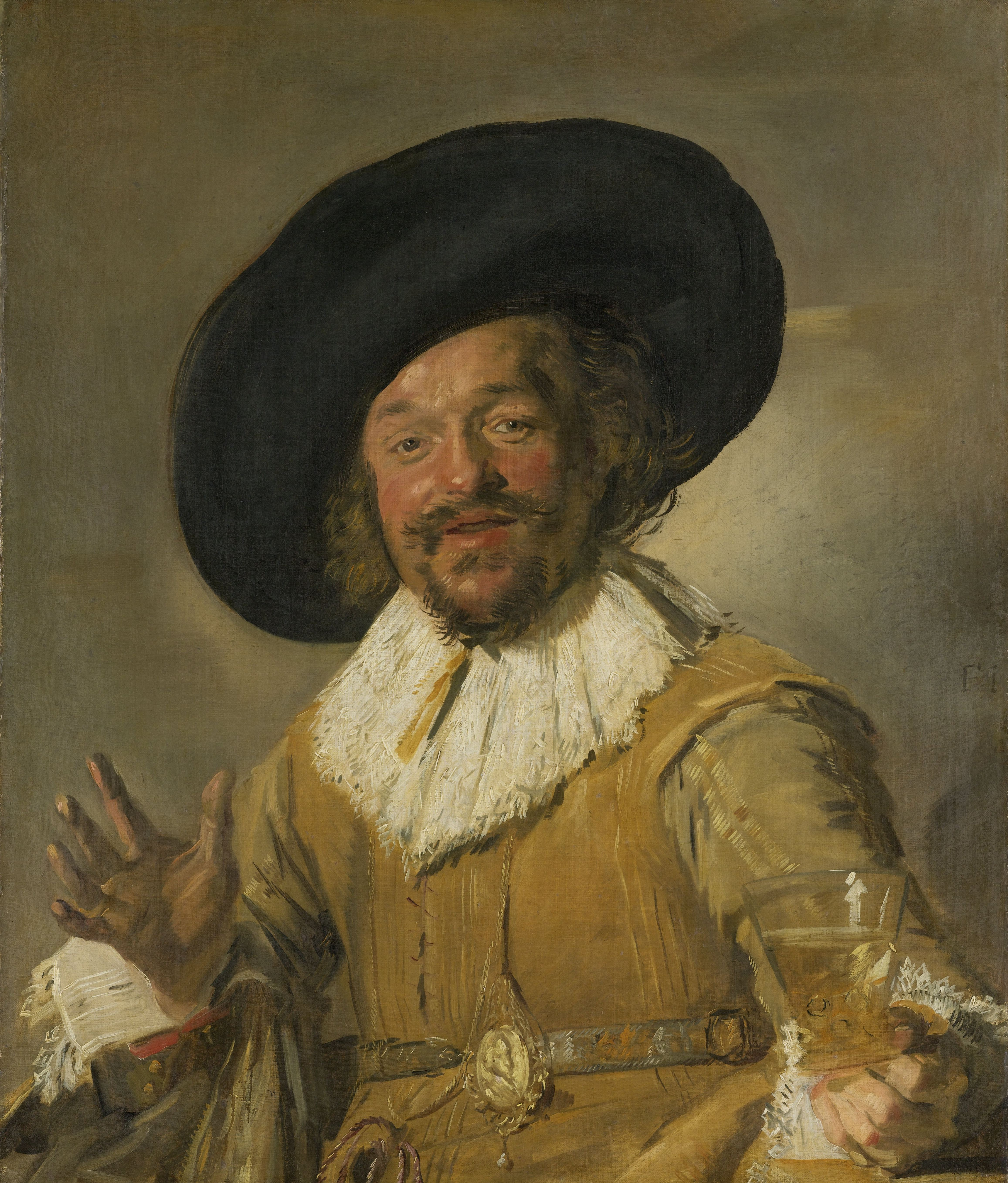
El alegre bebedor - Óleo sobre lienzo, 81,5 x 66,5 cm, Rijksmuseum, Ámsterdam.
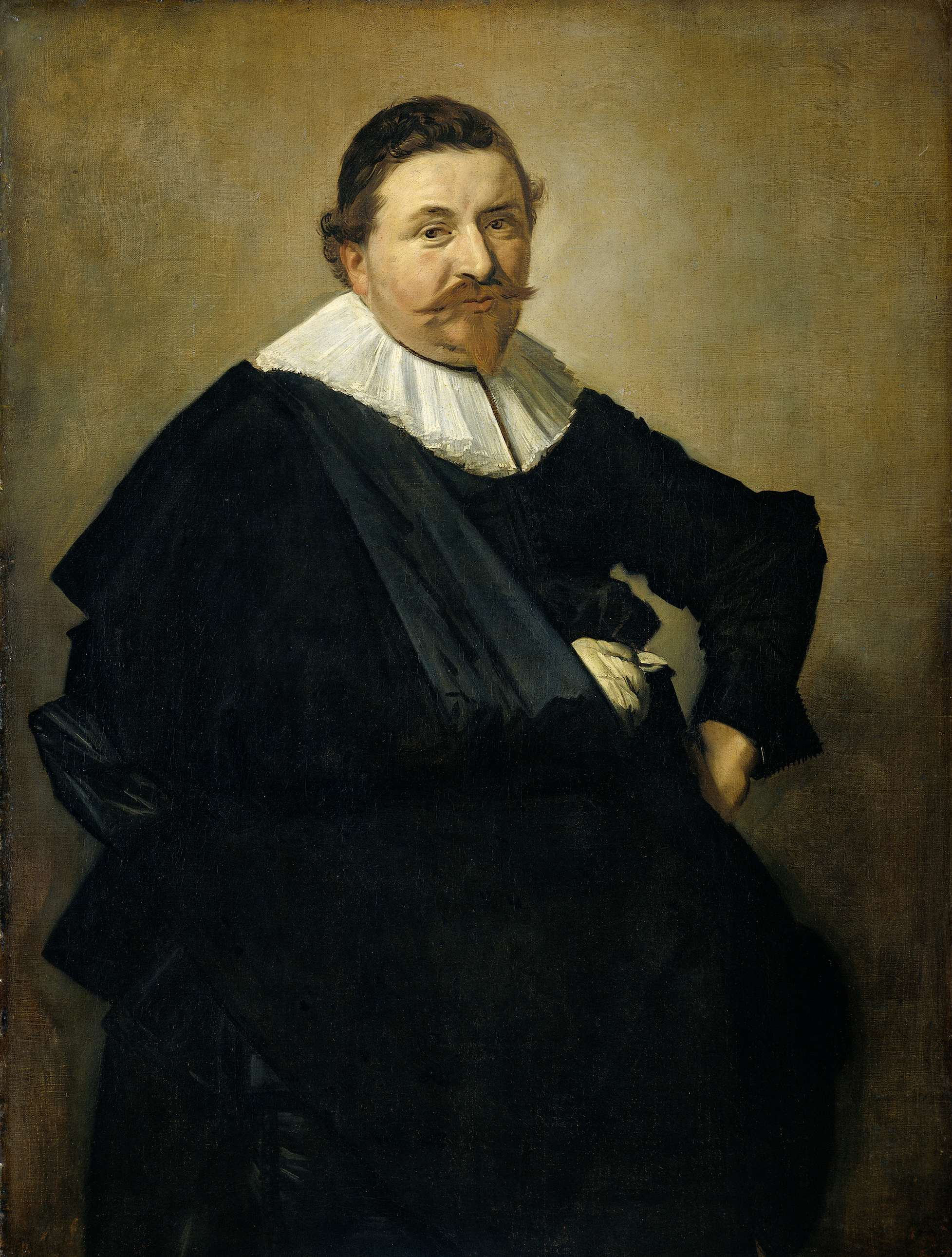
Lucas de Clercq - Óleo sobre lienzo, 126,5 x 93 cm, Rijksmuseum, Ámsterdam.
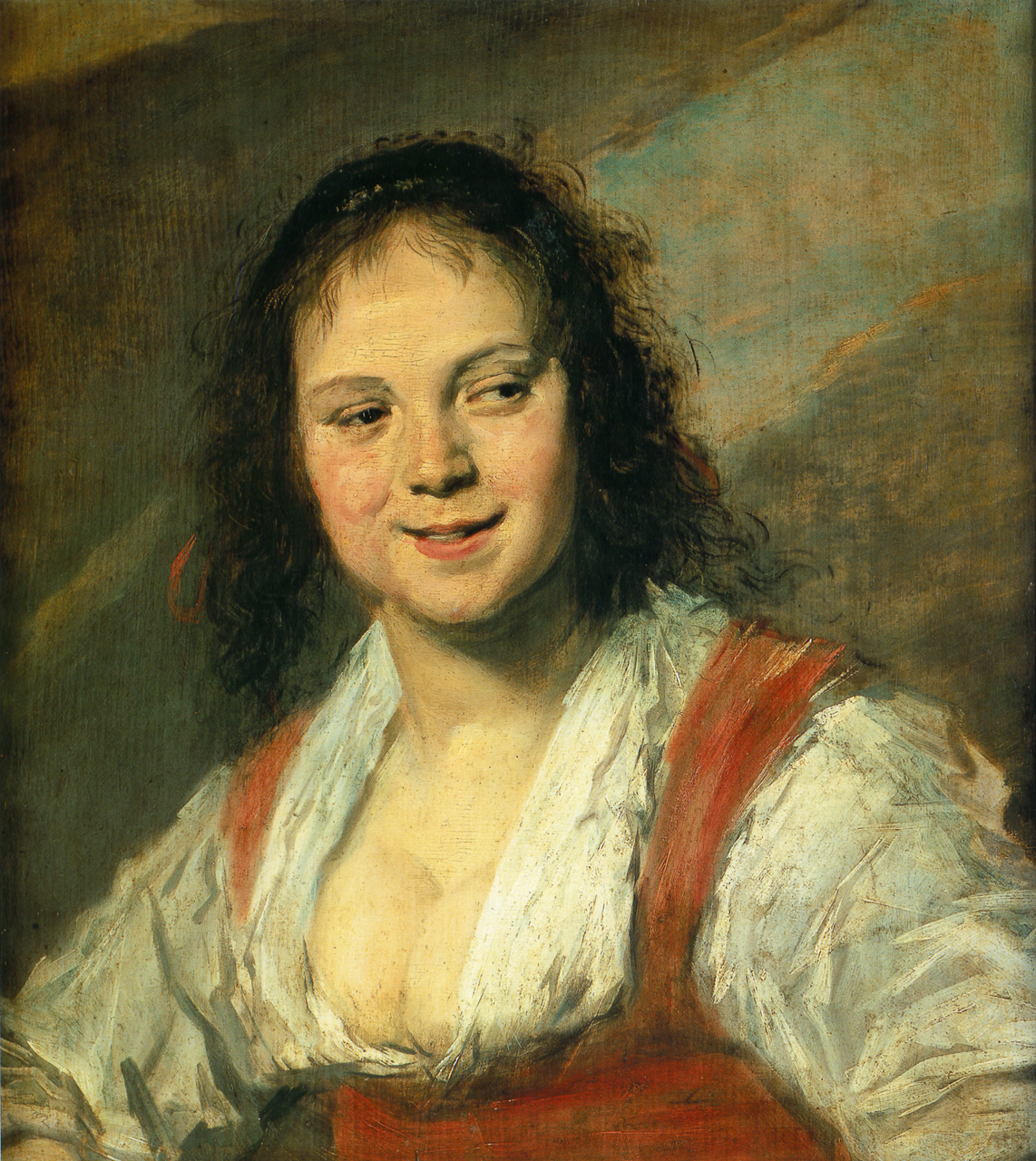
La cíngara o La gitanilla Óleo sobre tabla, 58 x 52 cm, Museo del Louvre, París.
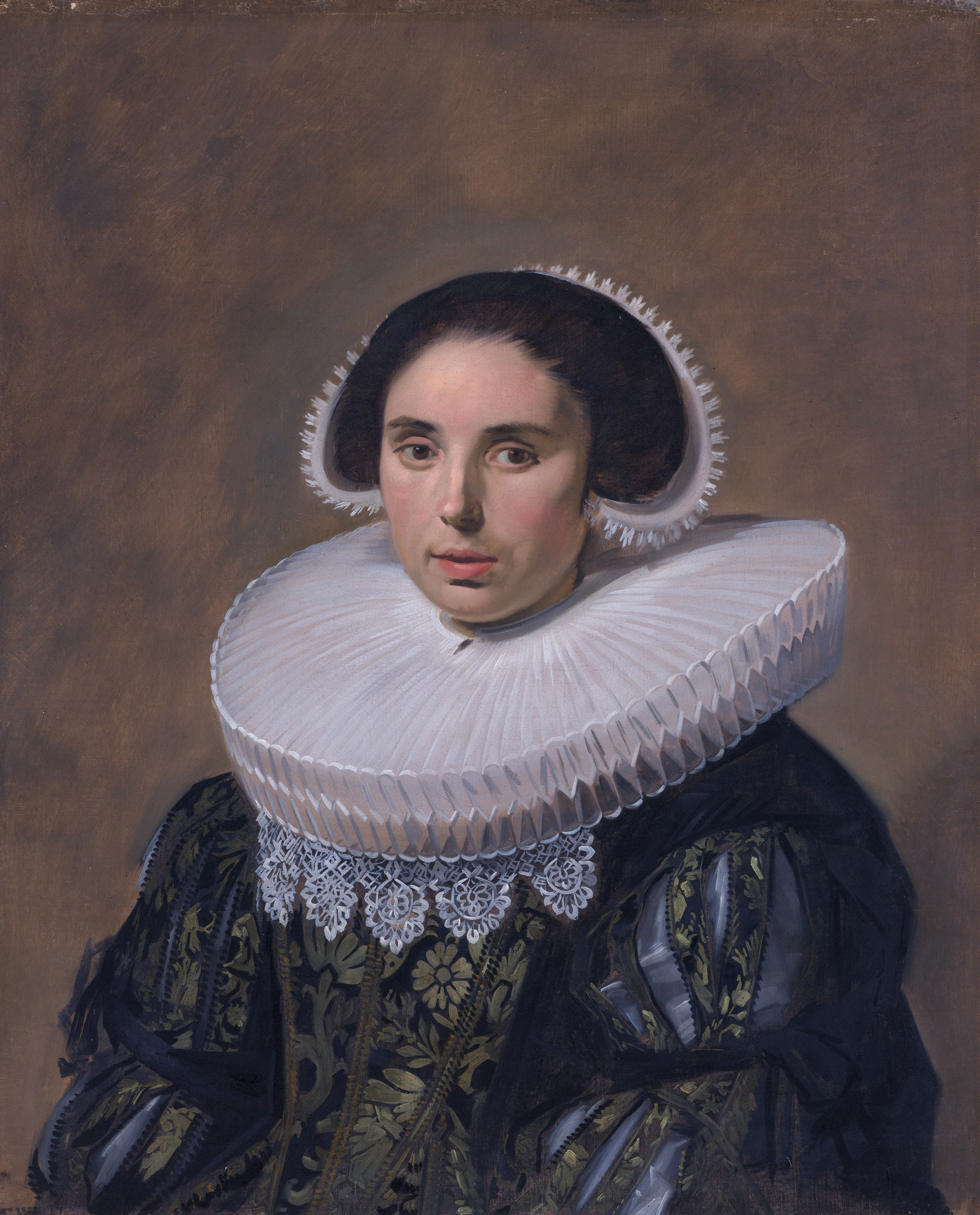
Sara Wolphaerts van Diemen - Óleo sobre lienzo, 79,5 x 66,5 cm, Rijksmuseum, Ámsterdam.
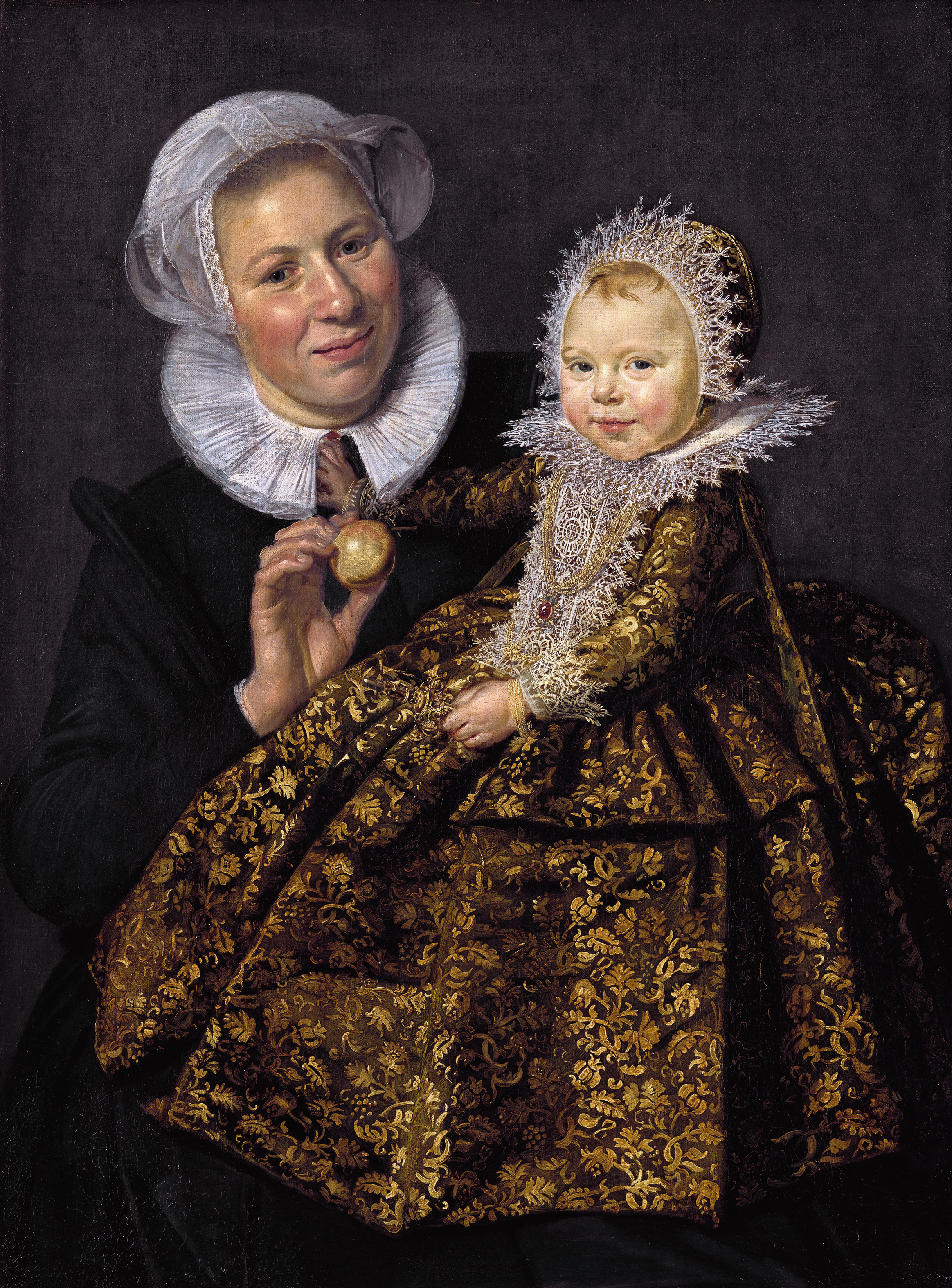
Retrato de Catharina Hooft, - Óleo sobre lienzo, 86 x 65 cm, Gemäldegalerie de Berlín.
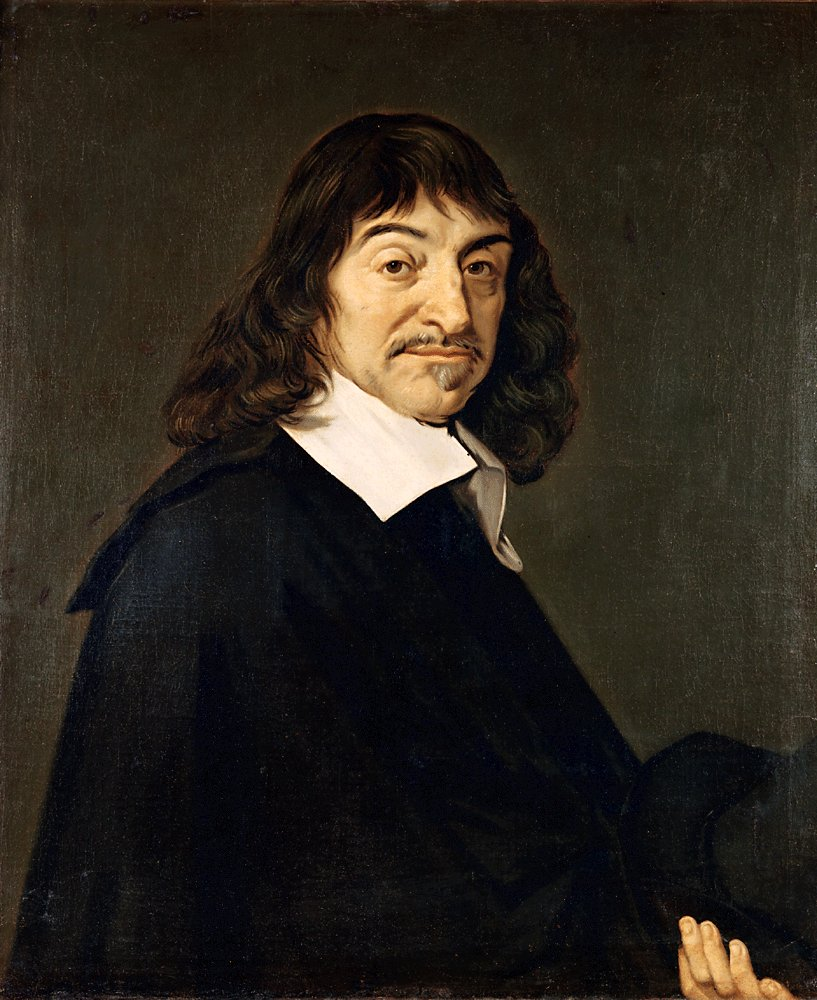
Retrato de René Descartes, - Óleo sobre lienzo, 77,5 × 68,5 cm, Musée du Louvre, París.